# 土屋トシヒデ
土屋 トシヒデ（つちや トシヒデ、1963年11月11日 - ）は、日本の男性声優。アーツビジョン所属。東京都出身。旧芸名は土屋 利秀（読みは同じ）。

## 人物
日本ナレーション演技研究所出身。
趣味・特技は落語、梅干しづくり。

## 出演
太字はメインキャラクター。

### テレビアニメ
1998年
- エデンズボゥイ（ロロヴゥート、村人、人形 他）
- ふしぎなメルモ（リニューアル版）（犬D）
- 魔術士オーフェン（男C）

1999年
- 今、そこにいる僕（兵士）
- ∀ガンダム（ジョン、キャハラン、運転手）
- Bビーダマン爆外伝V（うんてんしゅボン、ガンマンボンB、ワトソンボン）

2000年
- 装甲救助部隊レストル（キャプテン）
- ファーブル先生は名探偵（警官1）
- 六門天外モンコレナイト（オークB）

2001年
- 機動天使エンジェリックレイヤー（珠代の父）
- キョロちゃん（テレビ業者）
- サラリーマン金太郎（高野取締役、倉沢、末吉 他）
- シスター・プリンセス（じいや、老紳士）
- 真・女神転生デビチル（ベリアル）
- 超GALS!寿蘭（渡、取り巻き、店長、警官、司会）
- 逮捕しちゃうぞ SECOND SEASON（田村）
- 探偵少年カゲマン（2001年 - 2002年、ブイブイ、校長〈クイズじじい〉）
- ナジカ電撃作戦（執事）

2002年
- Witch Hunter ROBIN（松永清）
- 王ドロボウJING（執事）
- OVERMANキングゲイナー
- おねがい☆ティーチャー（体育教師）
- キディ・グレイド（補佐官、男1、職員A）
- 超重神グラヴィオン（艦長）
- RAVE（博物館館長、菓子屋の主人）
- ロックマンエグゼ（2002年 - 2006年、主任、ウッドマン、アマゾン槙原、サブロー、ニードルマン） - 4シリーズ

2003年
- カレイドスター（ディレクター）
- キノの旅 -the Beautiful World-（教師）
- コロッケ!（コノワタ、猫先生）
- THE ビッグオー second season（軍警察隊員）
- 時空冒険記ゼントリックス（コナーズ大尉）
- 出撃!マシンロボレスキュー（堀田監督）
- D.C. 〜ダ・カーポ〜（漁師）
- フルメタル・パニック? ふもっふ（龍神会A）
- MOUSE（警察幹部、警察）
- LAST EXILE（ルーモルト・ドルフストランド、ノウルズ子爵、ギルド立会人、シェフ1、参謀長、デュシス士官、ウルバヌス副官）

2004年
- R.O.D -THE TV-（総理）
- GIRLSブラボー（2004年 - 2005年、弟分） - 2シリーズ
- ケロロ軍曹（2004年 - 2008年、謎の怪人、役場の職員）
- ごくせん（刑事）
- 魁!!クロマティ高校（社長）
- ゾイドフューザーズ（ボーン）
- デュエル・マスターズ チャージ（アインシュタイン博士）
- 爆裂天使（不動明王）
- 火の鳥（農民）
- ぷぎゅる（アニキ）
- 美鳥の日々（執事）
- MAJOR 2nd season（倉沢）

2005年
- ARIA The ANIMATION（老人）
- ガラスの仮面（2005年版）（中尾監督）
- 砂ぼうず（千の池、池田）
- ピーチガール（さえの父）
- ふしぎ星の☆ふたご姫（老鳥人）

2006年
- シルクロード少年 ユート（バクバク弟）

2007年
- おとぎ銃士 赤ずきん（赤ずきんの父）
- Over Drive（嘉穂の父）
- MOONLIGHT MILE 1stシーズン -Lift off-（ダグラス、ジェイコブ）

2008年
- CLANNAD 〜AFTER STORY〜（サッカー部部長）
- シゴフミ（数学教師）
- ドルアーガの塔 シリーズ（2008年 - 2009年、フンバ、騎士） - 2シリーズ
- バトルスピリッツ 少年突破バシン（ジーサン〈おじいちゃん〉）
- BUS GAMER

2009年
- シャングリ・ラ（メタルエイジ3）
- 空を見上げる少女の瞳に映る世界（魔導士A、テオ）
- ミチコとハッチン（テレビニュース）
- リストランテ・パラディーゾ（ロレンツォの父）

2010年
- SDガンダム三国伝 Brave Battle Warriors（陶謙ジム）

2011年
- ラストエグザイル-銀翼のファム-（2011年 - 2012年、ルーモルト・ドルフストランド、カイザー）

2012年
- ファイ・ブレイン 神のパズル（大門アキラ）
- バトルスピリッツ 覇王（店主）

2014年
- そにアニ -SUPER SONICO THE ANIMATION-（トミ）
- ファイ・ブレイン 神のパズル 第3シリーズ（大門アキラ）
- メカクシティアクターズ（スカウトマン）

2016年
- 紅殻のパンドラ（手下A）

2018年
- BAKUMATSU（松尾芭蕉）

2021年
- TSUKIPRO THE ANIMATION 2（村長）

2024年
- ワンルーム、日当たり普通、天使つき。（中年男性）

### 劇場アニメ
- エスカフローネ（2000年、見張兵）
- 劇場版 とっとこハム太郎 ハムハムランド大冒険（2001年、ハム六郎先生）
- ∀ガンダムI 地球光（2002年、ジョン）
- ∀ガンダムII 月光蝶（2002年、ジョン）
- アップルシード（2004年、エリウス）
- キディ・グレイド（2007年、通信員）
- 天上人とアクト人最後の戦い（2009年、テオ）

### OVA
- 銀河英雄伝説外伝 千億の星、千億の光（1998年）
- ジオブリーダーズ（1998年、パイロット、ハウンド隊員）
- サクラ大戦 轟華絢爛（1999年、猫六、観客、整備長）
- エクスドライバー（2000年、照明マン）
- 炎のらびりんす（2000年、お代官）
- ガレリアンズ：リオン（2002年）
- 機動戦士ガンダム THE ORIGIN（2015年 - 2018年、マッシュ[6]） - 2019年に再編集作品『THE ORIGIN 前夜 赤い彗星』テレビ放送

### Webアニメ
- 幕末機関説 いろはにほへと（2006年、柳川熊吉、田木研三）
- Shenmue the Animation（2022年、劉じいさん）

### ゲーム
1998年
- ストリートファイターZERO3（ガイル）
- Little Lovers 2nd
- ファーランドサーガ 時の道標（デュマ、ゴロツキA、ゴロツキD）

1999年
- ストライダー飛竜2
- 戦国美少女絵巻 空を斬る!! 〜春風の章〜（番頭）
- 光の島（老人）

2001年
- アーマード・コア2 アナザーエイジ（インディーズ依頼送信者）

2003年
- アークス・ファタリス 日本語版（モパク、リンコ、アロター）
- 式神の城II（エイジャ兄弟、セイ）
- ロックマンエグゼ トランスミッション（ニードルマン）

2004年
- 犬夜叉 〜呪詛の仮面〜
- 帝国千戦記（孟元堅）※PS2版
- ドンキーコングジャングルビート（ファイナルコング）

2006年
- スーパーマリオストライカーズ（クリッター、スーパークリッター）

2007年
- ドンキーコング たるジェットレース（クリッター、ファンキーコング、キングクルール）
- ドンキーコング ジャングルクライマー（ファンキーコング、クリッター、クロバー、キングクルール）
- マリオストライカーズ チャージド（クリッター）

2008年
- マリオカートWii（ファンキーコング）
- スーパーマリオスタジアム ファミリーベースボール（ファンキーコング、キングクルール、クリッター）

2009年
- SDガンダム GGENERATION WARS（ジョン）

2014年
- ドンキーコング トロピカルフリーズ（ファンキーコング）

2017年
- ガンダムバーサス（マッシュ）

2018年
- ドンキーコング トロピカルフリーズ（ファンキーコング）

2022年
- 機動戦士ガンダム アーセナルベース（マッシュ）

2023年
- マリオカート8 デラックス（ファンキーコング）

### ドラマCD
- EREMENTAR GERAD The original（バーグレット）
- 可愛気ないっ（里村）
- ごはんを食べよう（医師）
- コルセーア（シハーブ）
- 仙界伝 封神演義（黒麒麟）
- 帝国千戦記〜日々徒然〜（孟元堅）
- 封殺鬼I 〜鬼族狩り〜（大滝一造）
- プリティベイビィ 2（老医師）
- 山田太郎ものがたり（運転手、警官）
- リトルラバーズシーソーゲーム（担任）

### 吹き替え

#### 映画
- アナザー・プラット（ロバート〈フリント・ビバレッジ〉）
- エニグマ奪還
- クライシス・ジ・アース 人類滅亡の日（コリン・ワイス〈スティーヴ・ヒューイソン〉）
- グッバイ20世紀（三男）
- シェイクダウン（リー）
- ジェネラル 天国は血の匂い（ギャリー）
- シャーリー・ホームズの冒険（ボトム）
- チャドルと生きる（ハッサン）
- ドリブルX（プリーチャー）
- ノー・エスケイプ（スケアリー）
- ヒューマン・トラフィック（モフの父）
- ピラミッド 5000年の嘘（クリス・ワイズ〈本人〉）
- ホスタイル・グラウンド（ジミー）
- マネー・トレイン ※フジテレビ版
- メリーに首ったけ（男子学生3）
- ライフ・イズ・ビューティフル（作業服の男）※VHS・DVD版

#### テレビドラマ
- アリー my Love
- Xファイル シーズンVIII
- コールドケース
- サブリナ（アジアのビジネスマン）
- ザ・プラクティス ボストン弁護士ファイル（マーティン・パークス〈ポール・マクレーン〉）
- CSI:4 科学捜査班（Mr.リー / ウルフ〈パトリック・フィッシュラー〉）
- CSI:マイアミ7（ショーン・エコールズ〈ウォルトン・ゴギンズ〉）
- パワーレンジャーシリーズ
  - パワーレンジャー・ターボ（アルファ6、マウスピース、ナンバー、ダグ・スチュアート、ジョー、消防士）
  - パワーレンジャー・イン・スペース（ライオナイザー、ボディスウィッチャー（エズラ・ワイズ）、ダグ・スチュアート）
  - パワーレンジャー・ロスト・ギャラクシー（ハードチョーク）
- 犯罪捜査官ネイビーファイル #107

#### アニメ
- キャンプ・ラズロ（スキップ）
- スーパーマン（ダークサイド〈初代〉）
- ヘラクレス（男性）
- ロッコーのモダンライフ 〜ハイテクな21世紀〜（フィルバート）

### 特撮
- スーパー戦隊シリーズ
  - 星獣戦隊ギンガマン（1998年、虚無八の声）
  - 爆上戦隊ブンブンジャー（2024年、サウナグルマーの声）
- 仮面ライダーアギト（2001年、オルカロード / ケトス・オルキヌスの声、マンティスロード / プロフェタ・クルエントゥスの声、ファルコンロード / ウォルクリス・ファルコの声）

### 映画
- ガメラ3 邪神覚醒（1999年）

### テレビ番組
- あの歌がきこえる

### シリーズ一覧
1. ↑  第1シリーズ（2002年 - 2003年）、第2シリーズ『AXESS』（2003年 - 2004年）、第3シリーズ『Stream』（2005年）、第4シリーズ『BEAST』（2006年）

### 初出話一覧
1. ↑  第7話初出
2. ↑  第40話初出
3. ↑  第54話初出
4. ↑  第10話初出